# Love Among the Millionaires
Pour plus de détails, voir Fiche technique et Distribution.
Love Among the Millionaires est un film américain réalisé par Frank Tuttle, sorti en 1930.

## Synopsis
Une serveuse aime le fils d'un magnat des chemins de fer et va se retrouve mêler à son mondes lorsqu'il l'invite à passer du temps avec lui et sa famille à Palm Springs.

## Fiche technique
- Titre : Love Among the Millionaires
- Réalisation : Frank Tuttle
- Scénario : Keene Thompson, William M. Conselman, Grover Jones et Herman J. Mankiewicz
- Photographie : Allen G. Siegler
- Société de production : Paramount Pictures
- Pays d'origine : États-Unis
- Format : Noir et blanc - Mono
- Genre : comédie
- Date de sortie : 1930

## Distribution
- Clara Bow : Pepper Whipple
- Stanley Smith : Jerry Hamilton
- Stuart Erwin : Clicker Watson
- Richard 'Skeets' Gallagher : Boots McGee
- Mitzi Green : Penelope 'Penny' Whipple
- Charles Sellon : Pop Whipple
- Claude King : Mr Hamilton
- Barbara Bennett : Virginia Hamilton
- Theodore von Eltz : William Jordan
- Guy Oliver : Bill (non crédité)
- Billy Franey (non crédité)
- Ethel Wales (non créditée)